# Pseudoechthistatus obliquefasciatus
Pseudoechthistatus obliquefasciatus là một loài bọ cánh cứng trong họ Cerambycidae.